# Formica annosa
Formica annosa  (лат.) — ископаемый вид мелких муравьёв рода Formica из подсемейства Formicinae. Найден в эоценовых останках (сдавленных вкраплениях в сланцах) Северной Америки (США, Монтана, окрестности Мидл-Форк-Флатхед, Кишененский ярус, возраст 46 млн лет).

## Описание
Среднего размера формициновые муравьи, длина тела самца около 6 мм. Длина скапуса (SL): 1,2 мм. Максимальная длина глаза (EL): 0,45 мм. Основная окраска тела тёмно-коричневая. Глаза крупные. Заднегрудка без проподеальными шипиков. Стебелёк между грудкой и брюшком состоит из одного членика петиоля. Брюшко крупное, вытянутой формы. От описанного из Флориссанта (Северная Америка) самца муравья Formica robusta новый вид отличается меньшими размерами скапуса, но более длинными крыльями. Из примерно 60 ископаемых видов рода Формика большинство таксонов описаны из балтийского янтаря и, как правило, находятся в большом числе. Новый же вид описан по единственному экземпляру крылатого самца.
Впервые Formica annosa был описан в 2015 году американскими мирмекологами Джоном ЛаПолла (John S. LaPolla; Towson University, Towson, Мэриленд, США) и Д. Гринвальтом (D.E. Greenwalt; National Museum of Natural History, Smithsonian Institution, Вашингтон) по сланцевым останкам из США. Новый вид обитал предположительно в одной экосистеме вместе с такими видами как Ktunaxia jucunda, Proiridomyrmex rotundatus, Protazteca eocenica, Dolichoderus dlusskyi, Lasius glom, Crematogaster aurora, Solenopsites abdita, Ponerites kishenehne, Pseudomyrmex saxulum, Eoformica brevipetiola, Eoformica latimedia, которые были описаны одновременно с ним.
Видовое название F. annosa происходит от латинского слова annosus, означающего полный год, долгоживущий.